# سوق (کهگیلویه)
سوق (تلفظ: Sūq یا Soogh) یکی از شهرهای لرنشین بخش سوق شهرستان کهگیلویه استان کهگیلویه و بویراحمد ایران استمردم این منطقه از نژاد لر یا لور هستند بر طبق شاهنامه فردوسی بهرام چوبین این نژاد را از هند و به قصد رامشگری(رقص و آواز) و گله داری به ایران آورد ولی بعد از مدتی چون چیزی برای خوردن نداشتند روی به دزدی و راهزنی آوردند

## پیشینه
در بررسی آثار تاریخی متعدد و متون جغرافیایی قدیم نظیر فارس‌نامه ابن بلخی و مسالک و ممالک ابن خردا ذبه و احسن التقاسیم فی معرفه الاقالیم مقدسی و صوره الارض ابن حوقل و کتب دیگر از جمله ” حدود العالم من المشرق الی مغرب” و در ” معجم البلدان یاقوت حموی، بارها نام ‹ سوق › و سوق سنبیل و سوق السنابیل به مفهوم بازار، بازار سمبل و امثال آن در راه‌های بازرگانی عمده خوزستان – فارس ذکر شده‌است و مناسب بقاء کلمه ” سوق ” تا زمان ما بر روی آبادی سوق و فراوانی سنبل و نرگس در دره‌ها و دامنه‌های تپه‌ها و باغها و مراتع اطراف شهر سوق فعلی و گرمی آب و هوا و استعداد پرورش سنبل در این نواحی و نرگس زراهای کم و بیش وسیع در اطراف آن، می‌توان حدس زد که ” سوق سنبیل و سوق السنابیل” و سایر اسامی مشابه آن در متون و کتب و مراجع قرون اسلامی ممکن است همین شهر سوق و جنوب چنگلوا یا بین این دو باشد.
اگر چه عده‌ای از محققان، بازار سنبیل را در مرز فارس نوشته‌اند و شاید سوق مرز فارس قدیم است چه دهدشت که اراضی محیط آن از سمت غرب فاصله چندانی با سوق ندارد، قبلاً جز ایالت فارس محسوب می‌شده‌است و صاحب ” فارسنامه ناصری” از آن بدین ایالت نام می‌برد.
بنابراین اگر سوق سنبیل قدیمی اولیه اسلامی را در پهنه‌ای در اطراف سوق و خود سوق کنونی و بین سوق و چنگلوا تشخیص دهیم، پس وجود نام سوق بر روی آبادی سوق کنونی معلوم می‌دارد که بارانداز عمده کاروانها همین سوق بوده‌است. در اینجا راه فارس از اصفهان جدا گشته و بعضاً خرید و فروش و معاملات هم بر روی اجناس رسیده از خوزستان و بنا درد جنوب صورت می‌گرفته‌است. ” سوق” به معنی بازار است و در این صورت این کلمه خود معرف موقعیت بازار معاملات کاروانی سوق است. اما به نقل از پژوهشگر فاضل ‹ دکتر اقتداری › اگر سوق را تحریفی از کلمه ” سوک ” بدانیم به معنی گوشه و رأس و زاویه و امثالهم باشد باز هم با وضعیت طبیعی و موقعیت جغرافیایی روستای قدیم سوق مطابقت دارد.

## مردم‌ و زبان

### زبان
مردم سوق از قوم لر و ایل طیبی هستند‌. و به زبان لری صحبت می‌کنند.

### دین و مذهب
مردم سوق، مسلمان (شیعه دوازده امامی) هستند.

## شکل‌گیری
نقطه شکل‌گیری اولیه سوق در کتاب روضات الجنات فی احوال العلماء و السادات به نقل از صاحب کتاب‌های تلخیص الاثار و همچنین فیات الاعیان و حتی الورقه محمد بن داود جراح آمده که ابو نواس حسن بن هانی ابن عبدالاول، ادیب و شاعر و دانشمند عرب، که وی ندیم محمد بن زبیده بوده و در محلی به نام سوق بین خوزستان و فارس در حدود ده سال بعد از هجرت محمد، متولد شد و دو ساله بود که به اتفاق والدینش از آنجا مهاجرت نمود و لیکن پس از مدت مدیدی فرزندان وی ضمن مراجعت به موطن خود به تجارت آثار و بناهای تاریخی سوق که به وسیلهٔ گچ ساروج و سنگ با معماری خاصی ساخته شده‌اند و هنوز بقایای آن در نقطه اصلی شهر مشهود است؛ بیانگر عصر صفویه است.
در این راستا پروفسور گاوبه صاحب کتاب ارجان از آن به صراحت ذکر نموده‌است که در شرایط خاص زمانی، شکل‌گیری شهر سوق دگرگون و بنا به معاش خاص مردم این شهر که بیشتر به شغل کشاورزی و دامپروری می‌پرداختند و اکثراً در قشلاق بسر می‌بردند از بهون به معنی سیاه چادر استفاده می‌کردند و کمتر اقدام به احداث ساختمان می‌کردند.
لذا مشهود است که اولین نقطه‌ای که در آن خانه‌سازی شروع گردیده پیرامون بقعهٔ یوسف معروف به دو پسر موسی کاظم به ویژه در دویست متری مشرق کوه معروف به پر سوق که بر قله مسطح آن، برج و بارو و سنگر قدیمی بنا شده‌است و همچنین قسمت جنوب و غرب آن تپه معروف به ” بونه تی ” هر گونه حفری در زمین انجام گیرد تا اعماق بیش از ۴ متر، آثار ساختمان‌ها و بناهای گچی پیدا می‌شود

## جغرافیا
بخش سوق در شهرستان کهگیلویه قرار گرفته و بر طبق برآوردهای پیش از ۱۳۸۳ دارای ۵٫۶۷۳ نفر جمعیت و در سال ۱۳۸۳ دارای ۷۹۰۰ نفر جمعیت بوده‌است. سوق در استان، به شهر دانش و هنر معروف است. شهر سوق در قدیم، در مسیر کاروان رو اهواز به اصفهان و شیراز قرار داشته.
در لغت‌نامه دهخدا پیرامون سوق چنین نوشته شده‌است:
سوق. (اِخ) قصبه‌ای از دهستان طیبی گرمسیری بخش کهگیلویهٔ شهرستان بهبهان. دارای ۲۵۰۰ تن سکنه. آب آن از چشمه. محصول آنجا غلات، برنج، پشم، انار، انجیر، انگور، لبنیات. شغل اهالی زراعت و حشم داری. صنایع دستی آنان قالی و قالیچه و جوال و گلیم وپارچه بافی است. (از فرهنگ جغرافیائی ایران ج ۶).]
در همین زمان، یاسوج، روستای با یکصد و پنجاه نفر سکنه بود. دهخدا می‌نویسد:
یاسوج. (اِخ) دهی است از بخش تل خسروی شهرستان بهبهان، با ۱۵۰ تن سکنه. (از فرهنگ جغرافیایی ایران ج ۸)

## گردشگری
- آبشار طوف خیمه در ۱۰ کیلومتری شهر سوق
- حوالی و دریاچه سد مارون در ۱۰ کیلومتری شهر سوق
- سد ایدنک روی رودخانه ایدنک در کنار روستای ایدنک در 15 کیلومتری شهر سوق
- کوه دژکوه ۱۵ کیلومتری سوق
- پارک کوهستان در قسمت بالای شهر و روی کوه سوق
- امامزاده شاهزاده یوسف در مرکز شهر (دو پسر امام موسی کاظم علیهم السلام)
- امام زاده ناصرالدین محمد واقع در کوه دژکوه
- مرقد شریف پیر شهید
- امامزاده سلیمان در روستای راک
- پیر بلوط واقع در روستای کوه راک
- نر دراز
- کوه پر سمه در نزدیکی برم شیر
- موزه انسان های اولیه محله تلک
- امامزاده زرین (زره بِر) واقع در روستای تراب
- دشت قرق بادامستان
- رود ایدنک
- آرامگاه حسین پناهی
- منطقه برم شیر
- داغ بای غلام